# Roosterbos
Het Roosterbos is een bos van 56 ha. ten zuidwesten van Baarn in de provincie Utrecht.  Aan de zuidzijde ligt het Paardenbos, aan de noordzijde de bossen van kasteel Groeneveld. De Westsingel vormt de westelijke grens van het bos. Aan de kant van Hilversum ligt bosbad De Vuursche.
Het bos bestaat uit loof- en naaldhout. Midden in het Roosterbos ligt een trapeziumvormig perceel met omwalling waarvan de herkomst en betekenis onduidelijk is.

## Wegen
Het driehoekige gebied wordt omsloten door de Hilversumsestraat in het zuiden, de Amsterdamsestraatweg en de spoorlijn Baarn-Hilversum.
Meerdere boswegen divergeren vanuit de zuidwestpunt aan de Hilversumsestraatweg in noordoostelijke richting. Onder de bospaden is een in onbruik geraakte verbindingsweg met Lage Vuursche en Utrecht. Oorspronkelijk hoorde dit gebied bij landgoed De Eult. Voor een efficiënte houtproductie werd de grond volgens een rasterpatroon ingedeeld. Hierdoor ontstond mogelijk de naam Roosterbos. het De noordelijke grens ligt in het verlengde van de Van Reenenlaan richting de N221. De Van Reenenlaan heette vroeger de Nieuwe Domlaan. De oorspronkelijke Domlaan liep richting de Hilversumsestraatweg en was in de vorm van een zichtlijn gericht op de Dom van Utrecht. Op de kruising van de Domlaan/Hilversumsestraatweg, de kortste oversteek tussen de Baarnse en de Vuursche heuvels, stond in 1697 de herberg  't (Oude) Groenewoudt

## Stuwwal
Het Roosterbos ligt op de flauw hellende zuidwestelijke flank van een stuwwal. De top van het bos steekt ongeveer 10 meter boven het omringende dekzandgebied uit. De wal werd gevormd in de voorlaatste ijstijd, het Saalien, na de vorming van de Utrechtse Heuvelrug. Na de vorming van de Utrechtse Heuvelrug werd in de Laagte van Pijnenburg het Roosterbos opgestuwd. Tijdens en kort na de laatste ijstijd was het gebied onderhevig aan zandverstuivingen. Naar het westen bestaat de ondergrond vooral uit jongere fijnzandige windafzettingen uit de laatste ijstijd. Het hoger gelegen Roosterbos vormde na het afgraven van de uitgestrekte hoogvenen een aantrekkelijk gebied voor de landbouw. Her en der zijn kommetjes die ontstaan zijn door smeltwater. In het bos zijn veel struinpaadjes.

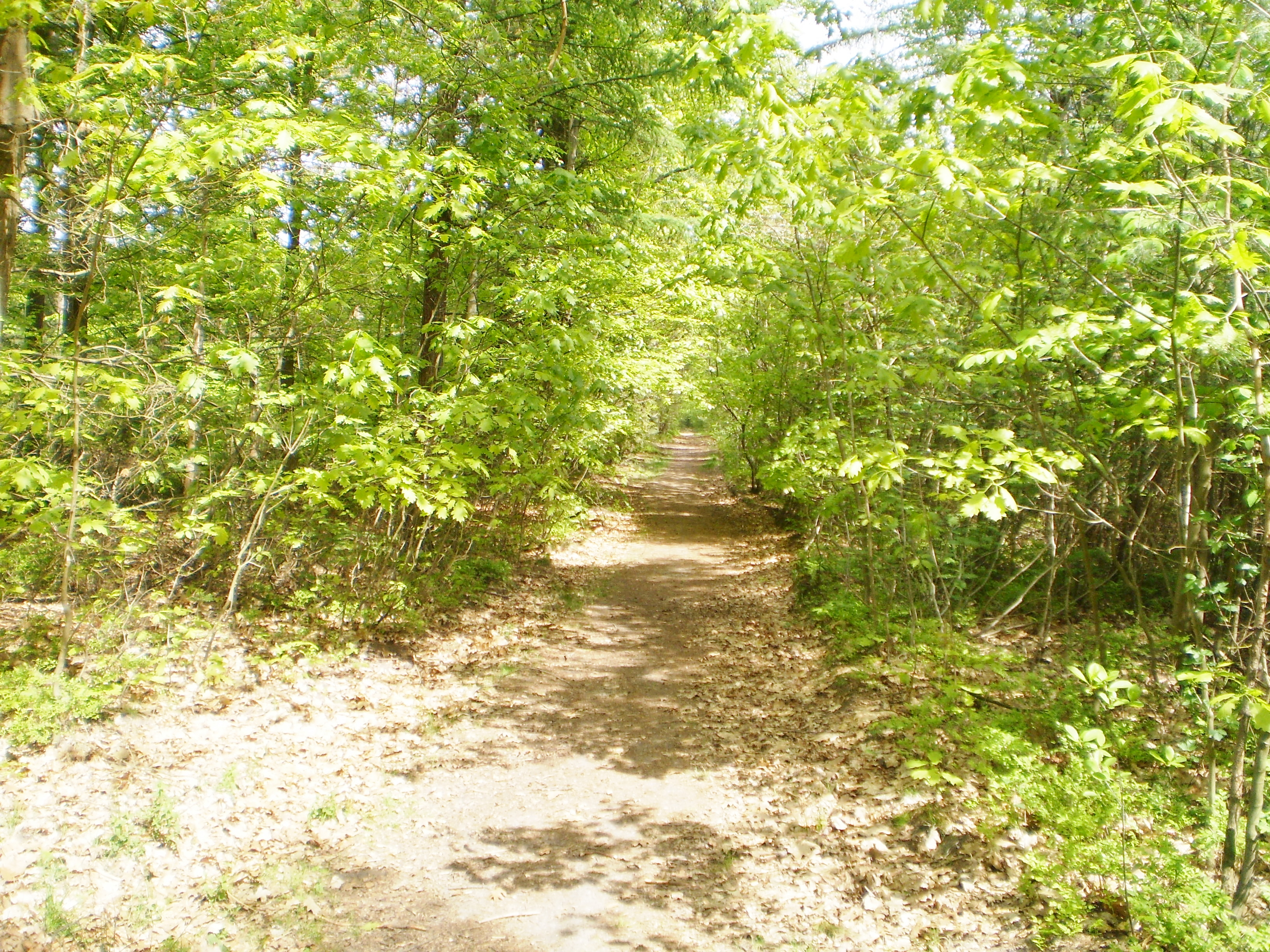
Struinpaadje

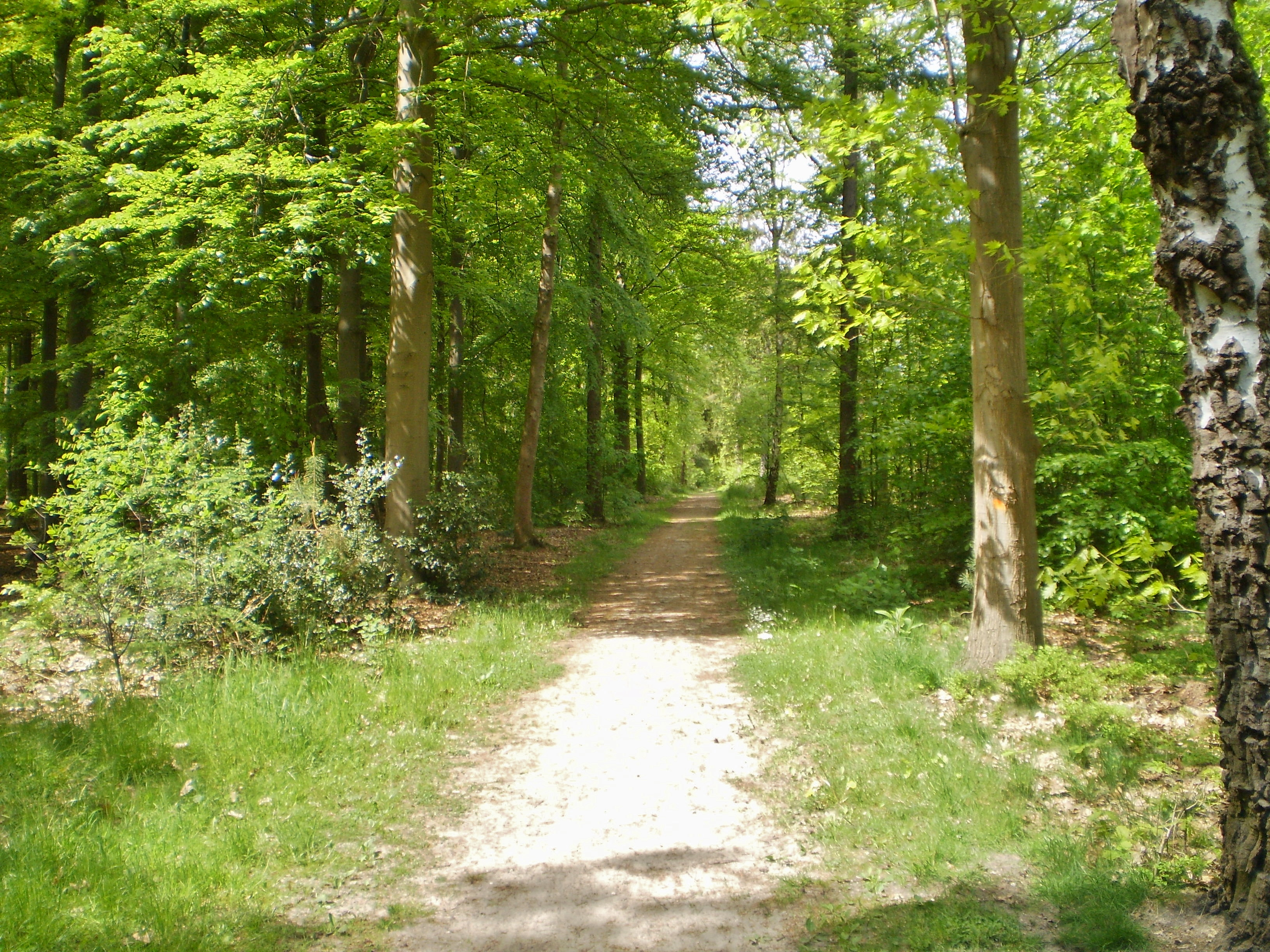

## Van heide naar bos
Sinds de bronstijd is het gebied gaandeweg ontbost en diende vele eeuwen als graasgrond. Op een getekend kaartje uit 1733 staat het met de omgeving als Heije aangegeven. Het gebied hoorde vroeger tot het landgoed De Eult, het latere Baarnse Bos. In 1758 wordt de Eult door erfgenamen van Willem Gideon Deutz verkocht aan het stadhouderlijke domein Soestdijk. De oppervlakte van dat domein werd in die tijd geregeld uitgebreid. Het heidegebied raakte rond 1850 bebost. Het bos wordt sinds begin tachtiger jaren van de twintigste eeuw beheerd door  Staatsbosbeheer.
Bebouwing
In 1922 werden plannen gemaakt om het bos te bebouwen, in navolging van de bebouwing van het Emmapark. Dit gebied was echter eigendom van koningin Emma en het plan was dermate omstreden dat van bebouwing werd afgezien. Het bos bleef onbebouwd, uitgezonderd de twee woningen op de hoek N415 (Hilversumseweg)-Amsterdamsestraatweg waaronder het voormalige boswachtershuis.